# 雷梅利
50°43′30″N 26°23′33″E / 50.72500°N 26.39250°E
雷梅利（烏克蘭語：Ремель），是烏克蘭西北部里夫内州里夫内区亞歷山德里亞市鎮的村落。始建於1603年，面積0.28平方公里，海拔高度184米，2001年人口132，人口密度每平方公里471.4人。